# 2月1日
2月1日（にがつついたち）は、グレゴリオ暦で年始から32日目にあたり、年末まであと333日（閏年では334日）ある。
翌年の春分の日および秋分の日をはじめとする日本の国民の祝日は、この日発行される官報によって発表される（発行されない日の場合は、この日以降最初に発行される日）。

## できごと

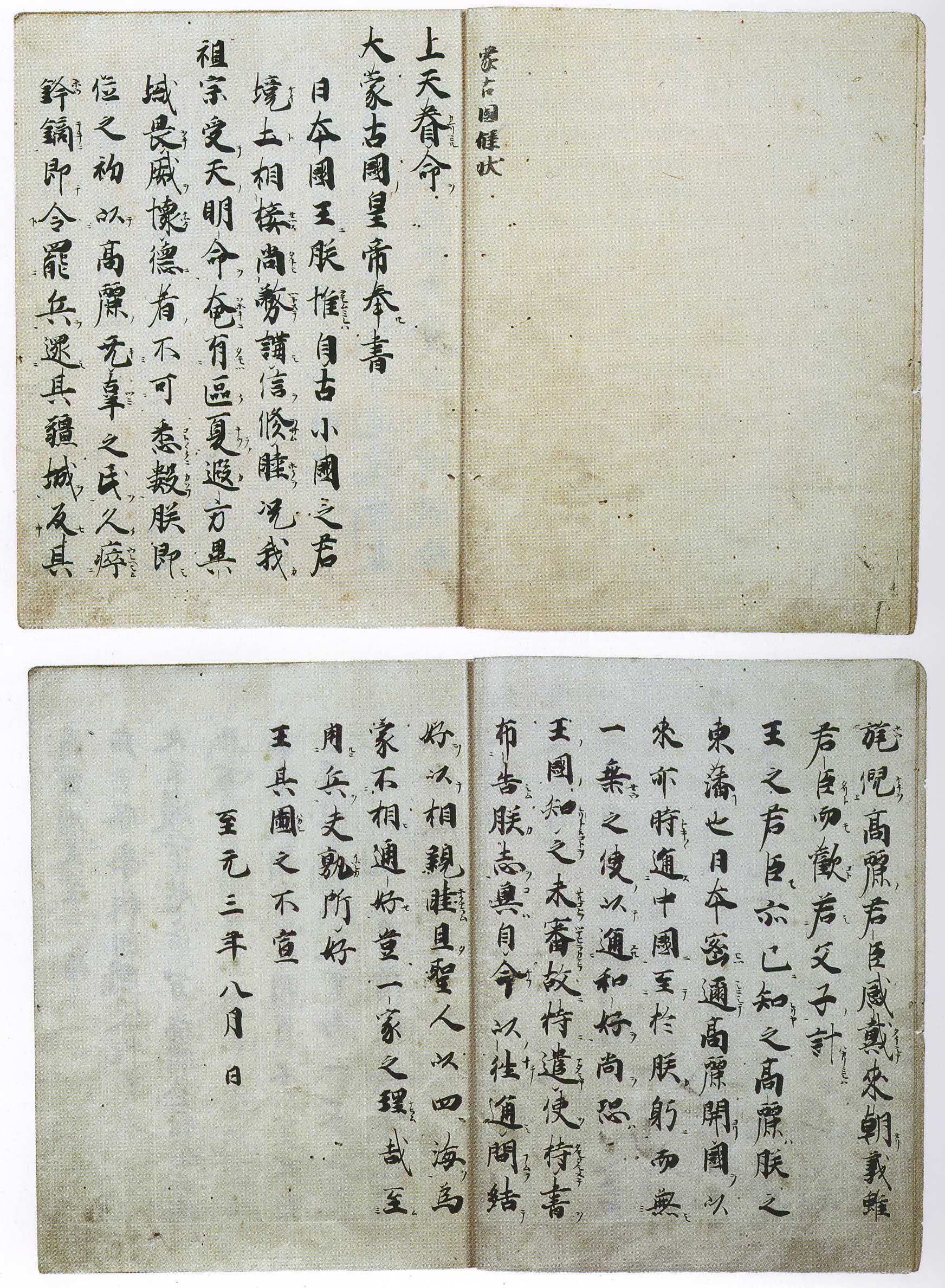
モンゴル帝国の使者来日(1268)。画像は宗性筆『蒙古國牒状』

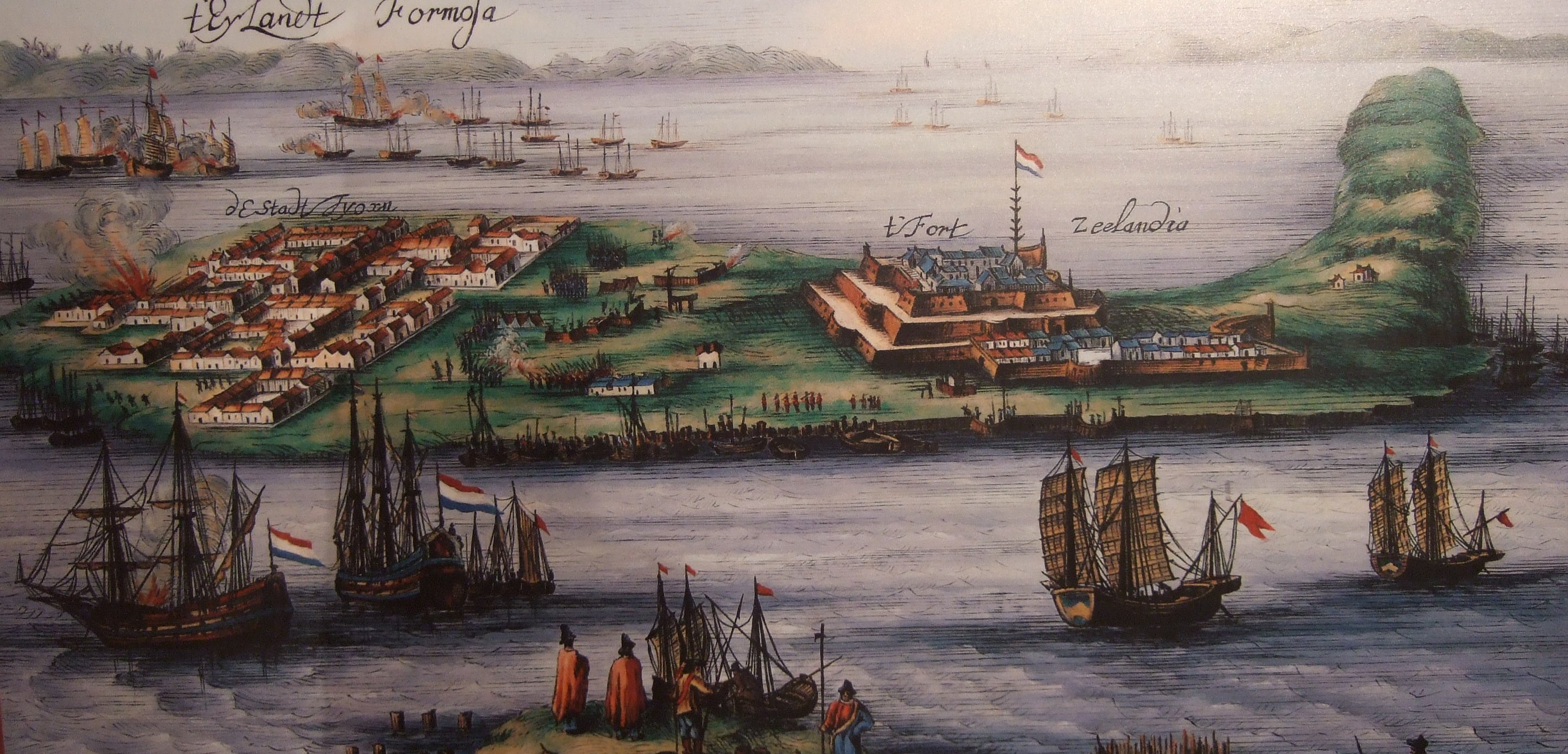
安平古堡陥落(1662)

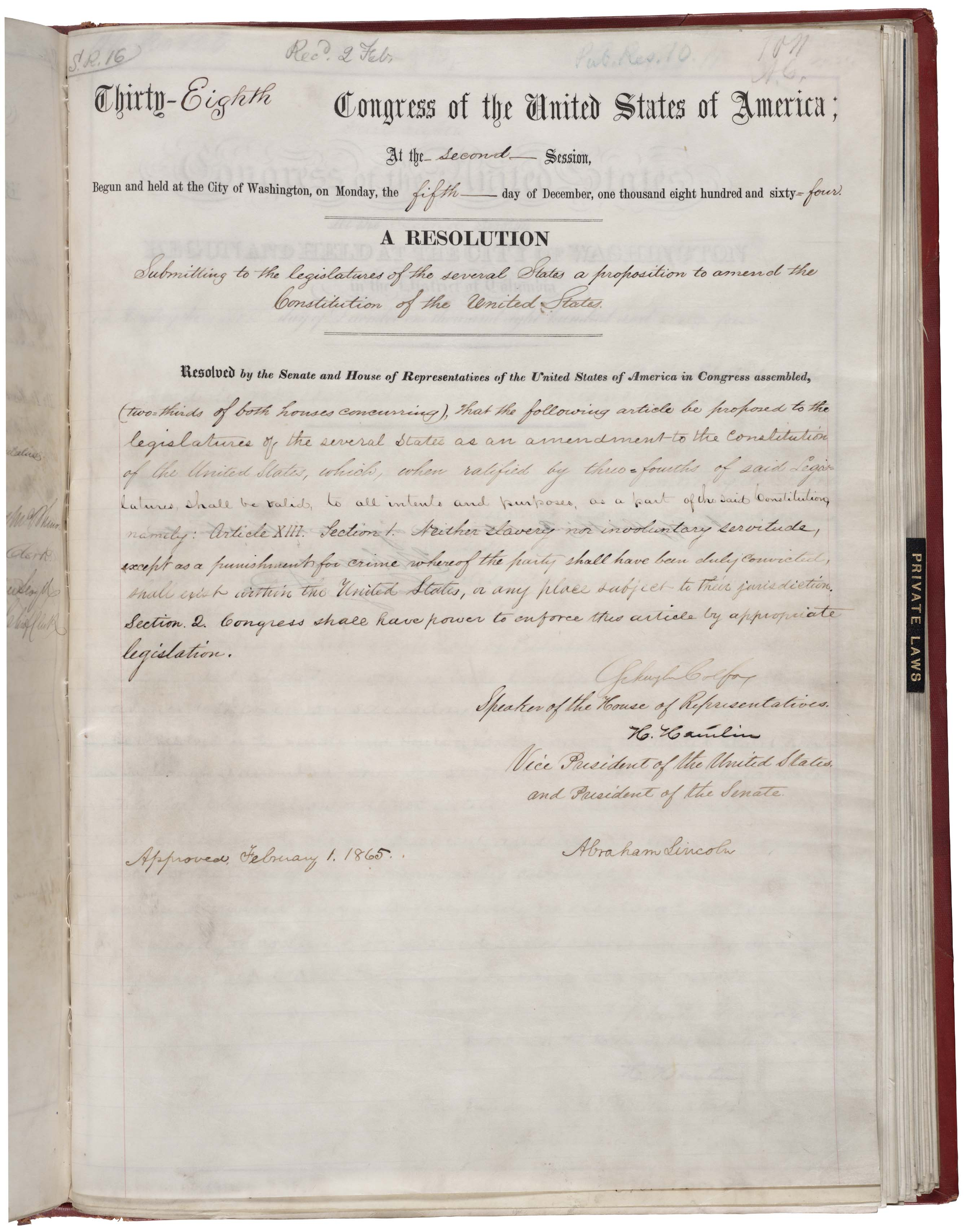
エイブラハム・リンカーンがアメリカ合衆国憲法修正第13条に署名(1865)

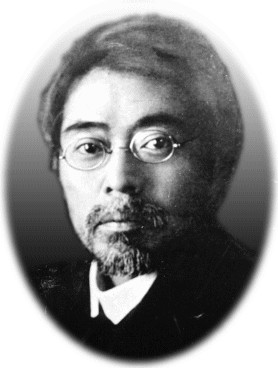
徳富蘆花の『謀叛論』演説(1911)

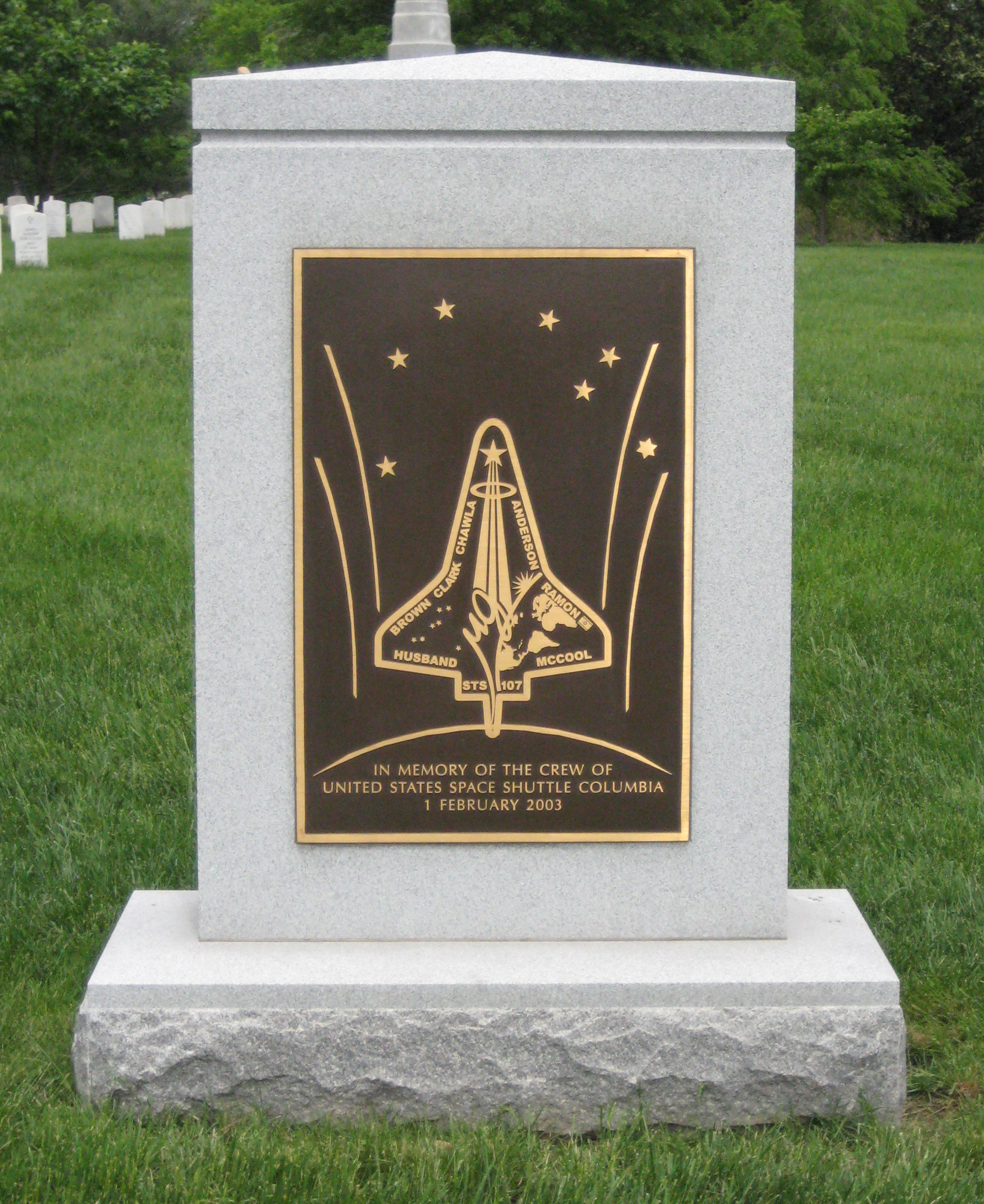
コロンビア号空中分解事故(2003)

- 1268年（文永5年1月17日） - モンゴル帝国の使者が通交を求めて来日[1]。元寇のきっかけとなる。
- 1411年 - ポーランド・リトアニア連合とドイツ騎士団が第一次トルンの和約に調印。
- 1662年（永暦15年12月13日） - 鄭成功が台湾の安平古堡を陥落（zh:鄭成功攻臺之役）。鄭氏による台湾統治が始まる。
- 1793年 - フランス革命戦争: フランス国民公会がイギリス・オランダに宣戦布告。
- 1814年 - フィリピンのマヨン山が噴火。死者1,200人。
- 1861年 - 南北戦争: テキサス州がアメリカ合衆国から離脱。
- 1865年 - アメリカ合衆国大統領エイブラハム・リンカーンが奴隷制全廃を定めるアメリカ合衆国憲法修正第13条に署名。
- 1874年 - 佐賀の乱が勃発。
- 1884年 - 『オックスフォード英語辞典』(OED) 第1巻が刊行[2]。
- 1889年 - 官設鉄道東海道線・国府津 - 静岡（国府津 - 沼津は現在の御殿場線）が開業。
- 1890年 - 徳富蘇峰が「國民新聞」を創刊。
- 1895年 - 京都電気鉄道（後の京都市電）・塩小路東洞院通 - 伏見町下油掛6.4kmが開業。（日本初の電気鉄道）
- 1896年 - ジャコモ・プッチーニのオペラ『ラ・ボエーム』がトリノで初演。
- 1899年 - 東京 - 大阪で初の長距離電話が開通。1通話1円60銭。
- 1903年 - 中央本線笹子トンネル開通。
- 1906年 - 前年12月に設置された韓国統監府が開庁。
- 1908年 - ポルトガル王カルロス1世が暗殺。襲撃に巻き込まれた王太子ルイス・フィリペが王位に就くも20分後に死亡したため、実弟のマヌエルが王位を継承した。
- 1911年 - 徳富蘆花が一高弁論部大会で「謀反論」を講演。
- 1913年 - マニラで第1回東洋オリンピックが開会。
- 1924年 - イギリスがソビエト連邦を承認。
- 1927年 - 大蔵省が資本金不足を理由に貯蓄銀行 6行に対して業務停止命令を発出[3]。
- 1928年 - 日本共産党の機関紙『赤旗』（現 『しんぶん赤旗』）が創刊。
- 1929年 - 信越本線直江津駅付近で除雪車と青森発大阪行の列車が正面衝突する事故。乗員・乗客4人が死亡、10数名が重軽傷[4]。
- 1938年 - 山川均・大内兵衛・美濃部亮吉ら労農派教授グループ約30人が検挙。（第二次人民戦線事件）
- 1942年 - 第二次世界大戦: 日本で、味噌・醤油の配給制、衣料の切符配給制を開始。
- 1942年 - 毛沢東が「文化人の問題、我々の立場の問題、それらの学習の問題を解決しなければならない」と談話、中国共産党で整風運動がはじまる。
- 1943年 - 第二次世界大戦・ガダルカナル島の戦い: 日本軍がガダルカナル島からの撤退（ケ号作戦）を開始。7日に撤退完了。
- 1944年 - 第二次世界大戦・クェゼリンの戦い: 米軍がクェゼリン・ルオット両島に上陸開始。6日に日本守備軍・軍属6,500人が玉砕。
- 1946年 - ハンガリーで新憲法が制定され、ハンガリー第二共和国が成立。
- 1946年 - NHKラジオで平川唯一の『英会話教室』が放送開始。
- 1948年 - 沢田美喜が大磯に混血児救済施設「エリザベス・サンダースホーム」を開設。
- 1952年 - 経済協力開発機構原子力機関の前身である欧州原子力機関が創設される。
- 1953年 - NHKが東京地区で日本で初めてのテレビ本放送を開始。
- 1954年 - マリリン・モンローが来日。
- 1956年 - 「自動車損害賠償保障法」（自賠責法）施行。自賠責保険の強制加入を実施。
- 1958年 - エジプトとシリアがアラブ連合共和国を結成。
- 1958年 - 東京宝塚劇場の舞台で火災が発生。劇団員3人が死亡、16人が重軽傷[5]。
- 1959年 - 日本教育テレビ（NETテレビ、現・テレビ朝日）が開局。
- 1960年 - 興和が胃腸薬「キャベジンコーワ」を発売。
- 1961年 - 深沢七郎の小説『風流夢譚』の雑誌『中央公論』への掲載をめぐって、中央公論社社長の自宅を大日本愛国党の右翼少年が襲撃。家事手伝いの女性を刺殺。（嶋中事件）
- 1962年 - 琉球立法院が、アメリカの沖縄統治は国連憲章違反とする決議（2・1決議）を全会一致で採択。
- 1962年 - 東京都統計部の発表によれば東京都の人口（常住人口）が1,000万人を突破。世界初の1,000万都市に。
- 1965年 - 原水爆禁止日本協議会（原水協）から社会党・総評系が分裂し、原水爆禁止日本国民会議（原水禁）を結成。
- 1967年 - 大阪府の布施市・河内市・枚岡市の3市が対等合併、東大阪市が発足。
- 1968年 - カナダで陸軍・海軍・空軍を統合してカナダ軍が発足。
- 1970年 - アース製薬が大塚製薬を核とする大塚グループに参加。
- 1974年 - クアラルンプールが連邦直轄領になる。
- 1974年 - ブラジル・サンパウロでジョエルマビル火災が発生。
- 1977年 - 新宿を中心に30件以上の放火を行った火曜日の放火魔事件の犯人逮捕[6]。
- 1979年 - イランのアヤトラ・ホメイニがパリでの15年間の亡命から帰国。
- 1979年 - 空白の一日事件以後去就が注目されていた江川卓投手のコミッショナー裁定によるトレードでの巨人入り決定後の記者会見が行われる。会場は記者の詰問や怒号で大混乱し、この時江川が発した「興奮しないで。」が流行語になった。
- 1982年 - セネガルとガンビアによるセネガンビア国家連合が発足。
- 1982年 - 四国地方初の民放FM放送局・エフエム愛媛が開局。
- 1983年 - 老人福祉法改正。70歳以上の医療無料制を廃止。
- 1984年 - 国鉄で貨物列車の大整理を伴う大規模ダイヤ改正を実施。
- 1987年 - 北海道の国鉄広尾線（帯広 - 広尾 84.0km）が最終営業。翌2月2日廃止。愛国駅と幸福駅は、「愛の国から幸福へ」のキャッチフレーズでブームになった。
- 1998年 - NTTがナンバーディスプレイのサービスを全国で開始。
- 1999年 - アメリカン航空、カナディアン航空[注 1]、ブリティッシュ・エアウェイズ、キャセイパシフィック航空、カンタス航空によりワンワールドが設立される。
- 2003年 - STS-107スペースシャトル・コロンビア号がテキサス州上空で空中分解事故。乗員7名が全員死亡。（コロンビア号空中分解事故）
- 2003年 - 欧州連合の基本条約の一つ・ニース条約が発効。
- 2004年 - 横浜高速鉄道みなとみらい線（横浜 - 元町・中華街間）開業。
- 2004年 - テレビアニメ『ふたりはプリキュア』放送開始。「プリキュアシリーズ」の第1作。
- 2004年 - ヒューストンのリライアント・スタジアムで第38回スーパーボウル開催。ジャネット・ジャクソンの乳房が全米にテレビ放映され、後日連邦通信委員会がCBSに罰金を科す騒動に。
- 2004年 - ブルネイの中央銀行の役割を果たすブルネイ通貨金融委員会が発足。
- 2008年 - 日本たばこ産業が成人識別自動販売機でたばこを購入する際に利用するICカードtaspoの発行受付がスタート。
- 2009年 - ヨハンナ・シグルザルドッティルがアイスランドの首相に就任[7]。
- 2012年 - エジプト・サッカー暴動が発生し、74名が死亡[8]。
- 2015年 - ISILによる日本人拘束事件: ISILに拘束された日本人の人質のジャーナリストの殺害が報道される[9]。
- 2019年 - 日本・EU経済連携協定が発効[10]。
- 2019年 - アメリカが中距離核戦力全廃条約破棄を発表。翌日からの義務履行停止をロシアに通告[11]。
- 2021年 - 2021年ミャンマークーデターが発生。事実上の最高指導者だったアウンサンスーチーらが失脚。
- 2024年 - 東京の豊洲市場に隣接する新施設「豊洲 千客万来」が開業[12]。

## 誕生日

### 人物

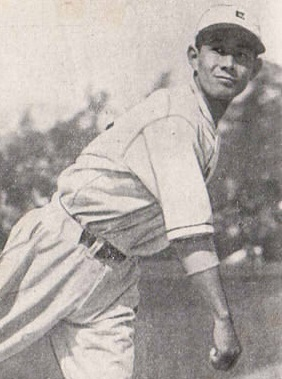
プロ野球選手沢村栄治(1917-1944)誕生。

- 1394年（応永元年1月1日） - 一休宗純、禅僧（+ 1481年）
- 1432年 - アメデーオ9世・ディ・サヴォイア、サヴォイア公、ピエモンテ公、アオスタ伯、モーリエンヌ伯、ニース伯（+ 1472年）
- 1447年 - エーバーハルト2世 (ヴュルテンベルク公)、1480年から1496年まではヴュルテンベルク＝シュトゥットガルト伯 （+ 1504年）
- 1462年 - ヨハンネス・トリテミウス、隠秘学者（+ 1516年）
- 1546年（天文15年1月1日） - 最上義光、出羽国の戦国大名、山形藩主（+ 1614年）
- 1552年 - エドワード・コーク、法律家（+ 1634年）
- 1647年（正保3年12月27日） - 保科正経、2代会津藩主（+ 1681年）
- 1659年 - ヤーコプ・ロッヘフェーン、オランダ（ネーデルラント連邦共和国）の航海者・探検家（+ 1729年）
- 1666年 - マリー＝テレーズ・ド・ブルボン、ブルボン朝フランス王家の一員（+ 1732年）
- 1669年（寛文9年1月1日） - 板倉重寛、初代福島藩主（+ 1720年）
- 1690年 - フランチェスコ・マリア・ヴェラチーニ、作曲家（+ 1768年）
- 1706年（宝永2年12月18日） - 山脇東洋、医学者（+ 1762年）
- 1736年（享保20年12月20日） - 板倉勝武、2代松山藩主（+ 1769年）
- 1737年（元文2年1月2日） - 松平光徳、3代松本藩主（+ 1759年）
- 1761年 - クリスティアーン・ヘンドリク・ペルズーン、菌類学者（+ 1836年）
- 1763年 - トマス・キャンベル、牧師、伝道師、農場経営者（+ 1854年）
- 1805年 - ルイ・オーギュスト・ブランキ、革命家（+ 1881年）
- 1824年 - ヘンリー・サマセット（第8代ボーフォート公）、貴族、軍人、政治家、バドミントンの創始者（+ 1899年）
- 1825年 - フランシス・ジェームズ・チャイルド、文献学者（+ 1896年）
- 1836年 - エミール・ハートマン、作曲家（+ 1898年）
- 1844年 - スタンレー・ホール、心理学者（+ 1924年）
- 1844年 - エードゥアルト・シュトラースブルガー、植物学者、細胞学者、解剖学者（+ 1912年）
- 1856年（安政2年12月25日） - 井上哲次郎、哲学者（+ 1944年）
- 1859年 - ヴィクター・ハーバート、作曲家（+ 1924年）
- 1872年（明治4年12月23日） - 徳田秋声、小説家（+ 1943年）
- 1874年 - フーゴ・フォン・ホーフマンスタール、劇作家（+ 1929年）
- 1874年 - 湯浅倉平、官僚、政治家（+ 1940年）
- 1879年 - 臼田亞浪、俳人（+ 1951年）
- 1884年 - エヴゲーニイ・ザミャーチン、作家（+ 1937年）
- 1889年 - 石橋正二郎、実業家、ブリヂストン創業者（+ 1976年）
- 1891年 - 福留繁、海軍軍人（+ 1971年）
- 1892年 - 子母沢寛、小説家（+ 1968年）
- 1894年 - ジョン・フォード、映画監督（+ 1973年）
- 1901年 - クラーク・ゲーブル、俳優（+ 1960年）
- 1902年 - ラングストン・ヒューズ、作家（+ 1967年）
- 1905年 - 岩倉具実、言語学者（+ 1978年）
- 1905年 - エミリオ・セグレ、物理学者（+ 1989年）
- 1905年 - 中地シゲヨ、教育者、スーパーセンテナリアン（+ 2021年）
- 1907年 - 林弘高、吉本興業社長、芸能プロモーター（+ 1971年）
- 1909年 - 前川忠夫、政治家、農学者（+ 1988年）
- 1915年 - スタンリー・マシューズ、サッカー選手（+ 2000年）
- 1917年 - 澤村榮治、プロ野球選手（+ 1944年）
- 1917年 - 三治重信、官僚、元参議院議員（+ 1994年）
- 1918年 - ミュリエル・スパーク、小説家（+ 2006年）
- 1920年 - 林義一、プロ野球選手、プロ野球監督（+ 2008年）
- 1920年 - 奥崎謙三、大日本帝国陸軍上等兵、アナキスト（+ 2005年）
- 1922年 - レナータ・テバルディ、ソプラノ歌手（+ 2004年）
- 1923年 - 北の洋昇、大相撲力士（+ 2002年）
- 1925年 - 大友工、プロ野球選手（+ 2013年）
- 1925年 - ロナルド・ドーア、社会学者（+ 2018年）
- 1926年 - 榊莫山、書道家（+ 2010年）
- 1926年 - 佐戸英三郎、法学者、山梨学院大学名誉教授（+ 2018年）
- 1928年 - 大野乾、遺伝学者（+ 2000年）
- 1928年 - 佐藤孝行、政治家（+ 2011年）
- 1929年 - 鳥海尽三、脚本家、小説家（+ 2008年）
- 1929年 - 須賀敦子、随筆家、イタリア文学者（+ 1998年）
- 1930年 - シャハブッディン・アーメド、政治家、バングラデシュ大統領、最高裁長官（+ 2022年）
- 1930年 - マリア・エレナ・ワルシュ、歌手、詩人、童謡・童話作家（+ 2011年）
- 1931年 - ボリス・エリツィン、政治家、初代ロシア連邦大統領（+ 2007年）
- 1932年 - 海老一染太郎、太神楽師（+ 2002年）
- 1932年 - 広田良吾、工学者、物理学者、数学者（+ 2015年）
- 1932年 - 箱田淳、元プロ野球選手（+ 2021年）
- 1933年 - 渡辺貞夫、ジャズミュージシャン
- 1937年 - 谷本稔、元プロ野球選手（+ 2010年）
- 1937年 - 知久馬二三子、政治家
- 1937年 - 西尾裕、プロ野球選手（+ 2009年）
- 1938年 - 30代木村庄之助、大相撲行司
- 1939年 - ジョー・サンプル、ジャズピアニスト（+ 2014年）
- 1939年 - フリッチョフ・カプラ、物理学者
- 1940年 - 山本豊三、俳優（+ 2022年）
- 1940年 - 藤井栄治、元プロ野球選手
- 1942年 - 今井通子、登山家
- 1942年 - テリー・ジョーンズ、コメディアン、映画監督（モンティ・パイソン)（+ 2020年）
- 1943年 - 吉村作治、考古学者
- 1943年 - 山中諄、実業家
- 1943年 - ロナルド・ウッズ、元プロ野球選手
- 1944年 - 猫田勝敏、バレーボール選手、1972年ミュンヘン五輪金メダリスト（+ 1983年）
- 1945年 - 高井保弘、プロ野球選手（+ 2019年）
- 1946年 - 当銀秀崇、元プロ野球選手
- 1947年 - 小川邦和、元プロ野球選手
- 1947年 - 遠藤乙彦、政治家
- 1947年 - 梅田邦三、元プロ野球選手
- 1948年 - 賀川ゆき絵、女優、歌手
- 1948年 - リック・ジェームス、ミュージシャン（+ 2004年）
- 1950年 - 山本譲二、歌手
- 1950年 - 徳川慶朝、写真家（+ 2017年）
- 1950年 - 吉田治美、フリーアナウンサー、ローカルタレント（+ 2003年）
- 1950年 - 藤村雅美、高校野球指導者（+ 2007年）
- 1951年 - 中村雅俊、歌手、俳優
- 1951年 - 安藤豊邨、書家
- 1952年 - 姫野達也、ミュージシャン（チューリップ）
- 1952年 - 銭永健、細胞生化学者（+ 2016年）
- 1953年 - 徐奉洙、囲碁棋士
- 1954年 - 井沢元彦、小説家
- 1955年 - 唯川恵、小説家
- 1955年 - 新屋晃、元プロ野球選手
- 1956年 - 半井真司、実業家
- 1957年 - ジャッキー・シュロフ、俳優
- 1958年 - 堀川りょう、声優
- 1958年 - みうらじゅん、漫画家、エッセイスト
- 1958年 - レオン・カーフェイ、俳優
- 1959年 - 荘勝雄、元プロ野球選手
- 1959年 - 荒川亨、実業家、ACCESS創業者（+ 2009年）
- 1960年 - 山本直樹、漫画家
- 1960年 - 渡辺英樹、ミュージシャン、ベーシスト（C-C-B）（+ 2015年）
- 1960年 - 間島秀徳、日本画家
- 1961年 - 島田幸三、政治家
- 1961年 - 黒田アーサー、俳優
- 1961年 - 木戸克彦、元プロ野球選手
- 1962年 - 布袋寅泰、ギタリスト、ミュージシャン
- 1962年 - 村上隆、ポップアート作家
- 1963年 - 浮島とも子、政治家
- 1964年 - 磯野貴理子、タレント
- 1964年 - 金哲彦、元陸上競技選手、解説者
- 1965年 - 樹崎聖、漫画家
- 1965年 - シェリリン・フェン、女優
- 1965年 - ブランドン・リー、俳優（+ 1993年）
- 1966年 - ミシェル・エイカーズ、元サッカー選手
- 1966年 - 宮田和弥、ミュージシャン（JUN SKY WALKER(S)）
- 1967年 - 大久保博元、元プロ野球選手、監督
- 1967年 - 土田尚史、元サッカー選手、コーチ
- 1968年 - 押尾コータロー、ギタリスト
- 1968年 - リサ・マリー・プレスリー、歌手（+ 2023年）
- 1968年 - 佐藤祐樹、元騎手
- 1968年 - 木村孝蔵、俳優
- 1968年 - 中谷まゆみ、脚本家、劇作家
- 1969年 - ガブリエル・バティストゥータ、元サッカー選手
- 1969年 - 宮上元克、ミュージシャン、ドラマー（THE MAD CAPSULE MARKETS）
- 1969年 - 小澤俊治、実業家
- 1969年 - ジョシュア・レッドマン、ジャズミュージシャン
- 1970年 - 吉本文弘、元プロ野球選手
- 1970年 - エドウィン・ハタド、元プロ野球選手
- 1971年 - 皆川猿時、俳優
- 1971年 - マイケル・C・ホール、俳優
- 1971年 - アニエス・ルテステュ、バレエダンサー
- 1971年 - ズラトコ・ザホヴィッチ、サッカー選手
- 1971年 - 島田奈央子、タレント
- 1972年 - Kami、ドラマー（MALICE MIZER）（+ 1999年）
- 1973年 - 大本眞基子、声優
- 1973年 - 川田広樹、お笑い芸人（ガレッジセール）
- 1973年 - オスカル・ペレス、サッカー選手
- 1974年 - ロベルト・エラス、自転車競技選手
- 1975年 - エカテリーニ・タヌー、陸上競技選手
- 1975年 - 渡辺雅史、放送作家、フリーライター
- 1975年 - ビッグ・ボーイ、MC（アウトキャスト）
- 1976年 - 岩本和子、モデル、タレント
- 1976年 - 恋さん、お笑い芸人（シャンプーハット）
- 1977年 - 佐藤征史、ミュージシャン（くるり）
- 1977年 - ケヴィン・キルバーン、サッカー選手
- 1978年 - 平下晃司、元プロ野球選手
- 1978年 - エリック・アルモンテ、元プロ野球選手
- 1979年 - スタニスラフ・モロゾフ、フィギュアスケート選手
- 1979年 - フアン・シルヴェイラ・ドス・サントス、サッカー選手
- 1979年 - レイチェル・レフィブレ、女優
- 1980年 - 蝦名清一、俳優
- 1980年 - エクトル・ルナ、元プロ野球選手
- 1981年 - フェデリカ・ファイエラ、フィギュアスケート選手
- 1981年 - 恵広史、漫画家
- 1982年 - ルキ、ミュージシャン（the GazettE）
- 1982年 - ジーン・マチー、プロ野球選手
- 1982年 - 高橋実桜、フードファイター、タレント
- 1982年 - ライアン・ウィング、プロ野球選手
- 1983年 - 屋良朝幸、俳優
- 1983年 - 綾瀬しおり、元AV女優
- 1983年 - ケビン・マーティン、バスケットボール選手
- 1983年 - 住谷杏奈、タレント
- 1983年 - 佟文、柔道家
- 1983年 - ユルヘン・ファン・デン・ブルック、自転車選手
- 1984年 - 綿矢りさ、小説家
- 1984年 - 須江篤史、ミュージシャン（AJISAI）
- 1984年 - PATRICIO、ファッションモデル
- 1984年 - ダレン・フレッチャー、サッカー選手
- 1984年 - 浜村凡平太、お笑い芸人
- 1984年 - マティアス・メルツ、オリエンテーリング選手
- 1984年 - オスカー・アングロ、プロ野球選手
- 1985年 - KENTARO、ギタリスト（元少年カミカゼ、HELLOs）
- 1985年 - 上原深雪、元AV女優
- 1985年 - エリアン・エレラ、元プロ野球選手
- 1985年 - ニキタ・バゼノフ、サッカー選手
- 1985年 - 桑野東萌、バレエダンサー
- 1986年 - 西田美歩、グラビアアイドル
- 1986年 - 田中幸長、元野球選手
- 1986年 - 石原あつ美、女優
- 1986年 - 田原加奈子、タレント
- 1986年 - 古川美有、ファッションモデル
- 1986年 - ジャスティン・セラーズ、プロ野球選手
- 1987年 - 井澤詩織、声優
- 1987年 - 鵜久森淳志、元プロ野球選手
- 1987年 - 庄司龍二、元プロ野球選手
- 1987年 - ロバート・ザラテ、プロ野球選手
- 1987年 - ジュゼッペ・ロッシ、元サッカー選手
- 1988年 - 東出昌大、俳優、ファッションモデル
- 1988年 - 希志あいの、元タレント、元AV女優
- 1988年 - もえのあずき、タレント
- 1988年 - アラン・デサンミゲル、元プロ野球選手
- 1988年 - ブレット・アンダーソン、プロ野球選手
- 1989年 - 楠田亜衣奈、声優
- 1990年 - 平間壮一、俳優
- 1990年 - 酒井高喜、柔道家
- 1990年 - ストルミー・ピメンテル、プロ野球選手
- 1990年 - フェリペ・ラモス・イグネス・バストス、サッカー選手
- 1991年 - 藤間ほのか、元タレント
- 1991年 - ルカ・カルディローラ、サッカー選手
- 1992年 - 市道真央（M・A・O）、女優、声優
- 1992年 - たきび、ミュージシャン、ボーカリスト、YouTuber（datto）
- 1993年 - 川森有真、サッカー選手
- 1993年 - 穴田真規、元プロ野球選手
- 1993年 - ハリー・スタイルズ、歌手（ワン・ダイレクション）
- 1994年 - 藤江れいな、タレント（元NMB48）
- 1994年 - トミタ栞、タレント、歌手
- 1994年 - 吉沢亮、俳優
- 1994年 - 成田緑夢、フリースタイルスキー選手、スノーボード選手
- 1994年 - 中田みのり、ファッションモデル
- 1994年 - ショーゴ、お笑いタレント（東京ホテイソン）
- 1995年 - 木村遼希、元俳優
- 1996年 - ドヨン、歌手（NCT）
- 1997年 - 髙橋優貴、元プロ野球選手
- 1997年 - 奥田佳弥子、女優
- 1997年 - ジヒョ、歌手（TWICE）
- 1997年 - 米井翔也、陸上競技選手
- 1998年 - 望月大希、元プロ野球選手
- 2000年 - 坪井清志郎、サッカー選手
- 2001年 - 富永啓生、バスケットボール選手
- 2001年 - 南後杏子、TBSアナウンサー
- 2002年 - 澤口葵、アイドル（元fishbowl）
- 2002年 - モイセス・ラミレス、プロ野球選手
- 2003年 - 野村実代、アイドル（SKE48）
- 2003年 - 金丸夢斗、プロ野球選手
- 2005年 - 上ノ堀結愛、モデル、YouTuber、TikToker
- 2011年 - 保世編梨、子役、女優
- 生年不詳 - 妃咲せあら、女優、元宝塚歌劇団星組
- 生年不詳 - 菅俊哉[13]、声優
- 生年不詳 - 佐藤有世、声優
- 生年不詳 - こうち楓、漫画家
- 生年不詳 - 村井聖夜、作曲家

### 人物以外（動物など）
- 2015年 - タイムフライヤー、競走馬

## 忌日

### 人物
- 853年（仁寿2年12月20日） - 源明、平安時代の公卿（* 814年）
- 1328年 - シャルル4世、フランス王（* 1294年）
- 1417年（応永24年1月15日） - 冷泉為尹、歌人（* 1361年）
- 1691年 - アレクサンデル8世、第241代ローマ教皇（* 1610年）
- 1733年 - アウグスト2世、ポーランド王（* 1670年）
- 1749年 - フランソワーズ・マリー、オルレアン公フィリップ2世の妻（* 1677年）
- 1799年 - フェルディナント・コベル（英語版）、画家、銅版画家（* 1740年）
- 1781年（安永10年1月9日） - 湯浅常山、儒学者（* 1708年）
- 1818年 - ジュゼッペ・ガッザニーガ、作曲家（* 1743年）
- 1839年 - ジュゼッペ・ヴァラディエ（英語版）、建築家（* 1762年）
- 1850年 - エディ・リンカーン、エイブラハム・リンカーンの次男（* 1846年）
- 1851年 - メアリー・シェリー、小説家（* 1797年）
- 1853年 - ニルス・ブロメール、画家（* 1816年）
- 1873年 - 大谷友右衛門 (5代目)、歌舞伎役者（* 1833年）
- 1873年 - マシュー・フォンテーン・モーリー、海軍士官、海洋学者（* 1806年）
- 1882年 - アントワーヌ・ビュシー、化学者（* 1794年）
- 1902年 - エミール・ヒュンテン、ドイツの画家（* 1827年）
- 1902年 - ザーロモン・ヤーダスゾーン、ドイツの作曲家、合唱指揮者、音楽理論家、ピアニスト（* 1831年）
- 1903年 - ジョージ・ガブリエル・ストークス、数学者、物理学者（* 1819年）
- 1908年 - カルロス1世、ポルトガル王（* 1863年）
- 1908年 - ルイス・フィリペ、ポルトガル王太子（または王）（* 1887年）
- 1909年 - 田中不二麿、文部大輔、司法相（* 1845年）
- 1914年 - アルベルト・ギュンター、動物学者（* 1830年）
- 1920年 - パーヴェル・シュテルンベルク、天文学者（* 1865年）
- 1922年 - 山縣有朋、政治家、第3・9代内閣総理大臣（* 1838年）
- 1924年 - モーリス・プレンダーガスト、画家（* 1858年）
- 1926年 - 石橋忍月、文芸評論家（* 1865年）
- 1927年 - ハインリッヒ・エドムント・ナウマン、地質学者（* 1854年）
- 1928年 - ヒューイー・ジェニングス、プロ野球選手、監督（* 1869年）
- 1929年 - アレクサンダー・オグストン（英語版）、外科医（* 1844年）
- 1932年 - アグスティン・ファラブンド・マルティ、革命家（* 1893年）
- 1935年 - 中村鴈治郎 (初代)、歌舞伎役者（* 1860年）
- 1936年 - 伊藤喜十郎、実業家、伊藤喜商店（現イトーキ）創業者（* 1855年）
- 1936年 - 松田源治、拓務大臣、文部大臣（* 1875年）
- 1937年 - 浅野長勲、第12代広島藩主（* 1842年）
- 1937年 - 河東碧梧桐、俳人（* 1873年）
- 1940年 - フィリップ・フランシス・ノーラン、SF作家（* 1888年）
- 1941年 - 田中貢太郎、作家（* 1880年）
- 1944年 - ピエト・モンドリアン、画家（* 1872年）
- 1945年 - ヨハン・ホイジンガ、歴史家（* 1872年）
- 1945年 - ドブリ・ボジロフ、政治家、ブルガリア首相（* 1884年）
- 1945年 - イヴァン・イヴァノフ・バグリアノフ、政治家、ブルガリア首相（* 1891年）
- 1946年 - 谷本富、教育学者（* 1867年）
- 1954年 - 三島弥彦、陸上競技選手（* 1886年）
- 1956年 - 市川三升、歌舞伎役者、十代目市川團十郎（* 1882年）
- 1957年 - フリードリヒ・パウルス、ナチス・ドイツの軍人、元帥（* 1890年）
- 1958年 - クリントン・デイヴィソン、物理学者（* 1881年）
- 1959年 - 新木栄吉、銀行家、元日本銀行総裁（* 1891年）
- 1966年 - バスター・キートン、喜劇俳優（* 1895年）
- 1966年 - 清村耕次、俳優（* 1925年）
- 1968年 - ローソン・リトル（英語版）、ゴルファー（* 1910年）
- 1970年 - ウジェーヌ・クリストフ（英語版）、自転車競技選手（* 1885年）
- 1971年 - ラウル・ハウスマン、画家、詩人、写真家（* 1886年）
- 1976年 - ジョージ・H・ウィップル、医学者（* 1878年）
- 1976年 - ヴェルナー・ハイゼンベルク、物理学者（* 1901年）
- 1976年 - ハンス・リヒター、画家（* 1888年）
- 1977年 - 島村一郎、政治家（* 1894年）
- 1977年 - エドモンド・ハミルトン、SF作家（* 1904年）
- 1980年 - 田中栄一、政治家、官僚、第61代警視総監（* 1901年）
- 1980年 - 湯浅年子、物理学者（* 1909年）
- 1980年 - ガストネ・ネンチーニ、自転車競技選手（* 1930年）
- 1981年 - ゲイル・トヴェイト、作曲家（* 1908年）
- 1985年 - 矢口陽子、女優（* 1921年）
- 1986年 - アルバ・ライマル・ミュルダール、外交官、作家（* 1902年）
- 1986年 - 佐々木秀世、政治家、元運輸大臣（* 1909年）
- 1987年 - 大江賢次、小説家（* 1905年）
- 1987年 - 浅原直人、プロ野球選手（* 1916年）
- 1988年 - エディ・タウンゼント、ボクシングトレーナー（* 1914年）
- 1988年 - ヘザー・オルーク、子役女優（* 1975年）
- 1990年 - ヤドヴィガ・ワイス、陸上競技選手（* 1912年）
- 1991年 - キャロル・デンプスター（英語版）、女優（* 1901年）
- 1991年 - 谷崎松子、随筆家（* 1903年）
- 1991年 - 倉俣史朗、インテリアデザイナー（* 1934年）
- 1992年 - ジャン・ハンバーガー（英語版）、外科医（* 1909年）
- 1993年 - トゥーリョ・カンパニョーロ（英語版）、カンパニョーロ社創業者（* 1901年）
- 1994年 - 藤島桓夫、歌手（* 1927年）
- 1995年 - 山崎武昭、プロ野球選手（* 1941年）
- 1997年 - 篠田康雄、神職（* 1908年）
- 1997年 - マージョリー・レイノルズ、女優（* 1917年）
- 1997年 - 森宙太、元タレント（* 1960年）
- 1998年 - 久保田円次、政治家、元防衛庁長官（* 1903年）
- 1998年 - 森一也、作曲家、音楽評論家（* 1915年）
- 1998年 - ルドルフ・カルパティ（英語版）、フェンシング選手（* 1920年）
- 1998年 - 塚本純子、実業家（* 1922年）
- 2000年 - 斎藤第六、政治家、旧鶴岡市第11代市長（* 1916年）
- 2002年 - 近藤啓太郎、小説家（* 1920年）
- 2002年 - ヒルデガルト・クネフ、女優、歌手、作家（* 1925年）
- 2003年 - モンゴ・サンタマリア、ラテンジャズのコンガ奏者（* 1922年）
- 2003年 - スペースシャトルコロンビア号空中分解事故の犠牲者
  - イラン・ラモーン、宇宙飛行士（* 1954年）
  - デイビッド・ブラウン、アメリカ海軍大佐、宇宙飛行士（* 1956年）
  - リック・ハズバンド、宇宙飛行士、STS-107機長（* 1957年）
  - マイケル・アンダーソン、アメリカ空軍大佐、宇宙飛行士（* 1959年）
  - ローレル・クラーク、医師、アメリカ海軍大佐、宇宙飛行士（* 1961年）
  - ウィリアム・マッコール、アメリカ海軍中佐、宇宙飛行士（* 1961年）
  - カルパナ・チャウラ、宇宙飛行士（* 1962年）
- 2004年 - 中川健吉、政治家、第14代 – 第17代浦和市長（* 1919年）
- 2005年 - 中村通夫、国語学者、中央大学名誉教授（* 1911年）
- 2005年 - 桂芳久、小説家、民俗学者、北里大学名誉教授（* 1929年）
- 2006年 - 高橋喜平、雪氷学者、エッセイスト（* 1910年）
- 2007年 - ジャン＝カルロ・メノッティ、オペラ作曲家（* 1911年）
- 2007年 - 関京子、女優、元東京芸術座代表（* 1924年）
- 2008年 - シェル・ケプラー（英語版）、女優（* 1958年）
- 2009年 - 下光軍二、弁護士（* 1914年）
- 2009年 - ジョン・ロイ・ウィナリー（英語版）、電気技術者（* 1916年）
- 2009年 - 伊東傀、彫刻家、東京藝術大学名誉教授（* 1918年）
- 2009年 - アンナ・ステラ・シック、ピアニスト（* 1922年）
- 2009年 - ルーカス・フォス、作曲家、指揮者、ピアニスト（* 1922年）
- 2010年 - デイヴィッド・ブラウン、映画プロデューサー（* 1916年)
- 2010年 - 佐伯旭、実業家、第2代シャープ社長（* 1917年)
- 2010年 - ステイングリムル・ヘルマンソン、政治家、元アイスランド首相（* 1928年)
- 2010年 - ジャック・ブリスコ、元プロレスラー、元NWA世界ヘビー級王者（* 1941年)
- 2011年 - 庄司肇、作家、文芸評論家、眼科医（* 1924年）
- 2012年 - 関口晃一、動物学者、日本蜘蛛学会会長（* 1919年）
- 2012年 - ゲルハルト・ボッセ、ヴァイオリニスト、指揮者（* 1922年）
- 2012年 - ヴィスワヴァ・シンボルスカ、詩人、エッセイスト、ノーベル文学賞受賞者（* 1923年）
- 2012年 - 大谷泰司、元プロ野球審判（* 1932年）
- 2012年 - インゴルフ・モルク、元ノルディックスキージャンプ選手（* 1947年）
- 2013年 - 24代式守伊之助、元大相撲立行司（* 1919年）
- 2013年 - 高山栄一[14]、実業家、元東京会館社長（* 1920年）
- 2013年 - 森川保治、政治家、元奈良県大和高田市長（* 1924年）
- 2013年 - エドワード・コッチ、政治家、第105代ニューヨーク市長（* 1924年）
- 2013年 - 塩路一郎、労働運動家、元日産自動車労働組合役員、元自動車総連会長（* 1927年）
- 2014年 - マクシミリアン・シェル、俳優、映画監督、映画プロデューサー（* 1930年）
- 2014年 - ルイス・アラゴネス、サッカー選手、指導者（* 1938年）
- 2014年 - 渡辺麿史、プロ野球選手（* 1956年）
- 2015年 - 大久保慎七、政治家、第10-12代東京都小金井市長（* 1920年）
- 2015年 - 西八條實、実業家、工学博士、元島津製作所社長（* 1922年）
- 2015年 - アルド・チッコリーニ、ピアニスト（* 1925年）
- 2015年 - ウド・ラテック、サッカー選手、指導者（* 1935年）
- 2015年 - モンティ・オウム、アニメ監督、アニメーター、脚本家、声優（* 1981年）
- 2016年 - 佐藤初女、福祉活動家、教育者（* 1921年）
- 2016年 - 京極純一、政治学者、東京大学名誉教授、元東京女子大学学長（* 1924年）
- 2016年 - 篠原大作、俳優、声優、ナレーター（* 1933年）
- 2016年 - 宝生閑、能楽師（* 1934年）
- 2016年 - 柳井満、テレビプロデューサー、演出家（* 1935年）
- 2017年 - エティエンヌ・チセケディ、政治家、元コンゴ民主共和国（ザイール共和国）国家第一委員（* 1932年）
- 2018年 - 宿白、考古学者、書誌学者、北京大学学部長（* 1922年）
- 2018年 - 田中昭二、政治家（* 1927年）
- 2018年 - レツゴー 長作、漫才師、歌手（レツゴー三匹）（* 1943年）
- 2018年 - 桂福車、落語家（* 1961年）
- 2019年 - レス・ソントン、プロレスラー、元NWA世界ジュニアヘビー級王者（* 1934年）
- 2019年 - 有本欽隆、声優（* 1940年）
- 2019年 - ウェイド・ウィルソン、元アメリカンフットボール選手（* 1959年）
- 2020年 - 伊達宗義、中国軍事研究者、元拓殖大学教授・同大学海外事情研究所所長、花園大学名誉教授（* 1921年）
- 2020年 - ルチアーノ・ガウッチ（英語版）、サッカー球団経営者、ペルージャ・カルチョ等の元オーナー（* 1938年）
- 2020年 - ハロルド・ビーン[15]、ギタリスト（元ファンカデリック・アイザック・ヘイズ）（* 1947年）
- 2020年 - ピーター・ゼルキン、ピアニスト（* 1947年）
- 2021年 - 土居俊夫[16]、実業家、元南海放送社長・会長（* 1931年）
- 2021年 - ブルース・ブラックバーン（英語版）、グラフィックデザイナー（* 1938年）
- 2021年 - 田原賢一、数学者、第10代愛知教育大学学長（* 1939年）
- 2021年 - アレクサンドル・ナザルチュク、政治家、元ロシア連邦農業大臣（* 1939年）
- 2021年 - ルィシャルド・シュルコヴスキ、元自転車競技選手、指導者（* 1946年）
- 2021年 - ダスティン・ダイアモンド、俳優、ミュージシャン（* 1977年）
- 2022年 - ワルター・バリリ、バイオリン奏者（* 1921年）
- 2022年 - 石原慎太郎、小説家、政治家、元環境庁長官・運輸大臣、第14代 - 17代東京都知事（* 1932年）
- 2022年 - 水谷千加古、実業家、元住生活グループ（現LIXILグループ）社長（* 1939年）
- 2022年 - マウリツィオ・ザンパリーニ、実業家、元パレルモFC会長（* 1941年）
- 2023年 - ルネ・シェレール、哲学者、パリ第八大学名誉教授（* 1922年）
- 2023年 - 臼井千秋、政治家、第2代東京都多摩市長（* 1927年）
- 2023年 - 渡守武健[17]、実業家、元大日本製薬（現住友ファーマ）社長（* 1931年）
- 2023年 - レオナルト・ピェトラシャク、俳優（* 1936年）
- 2023年 - 笹月健彦、医学者、九州大学名誉教授、国立国際医療センター名誉総長（* 1940年）
- 2024年 - ミシェル・ジャジ、中距離走選手、1960年オリンピック銀メダリスト（* 1936年）
- 2024年 - 佐々木宏子、画家、美術家（* 1944年）
- 2024年 - カール・ウェザース、俳優、元アメリカンフットボール選手（* 1948年）
- 2024年 - 朝陽、プロレスラー（* 2002年）

### 人物以外（動物など）
- 1965年 - セントライト、競走馬（* 1938年）

## 記念日・年中行事
- インボルク
ケルト民族の祭り
- 自由の日（英語版）（ アメリカ合衆国）
1865年のこの日、アメリカ合衆国大統領エイブラハム・リンカーンが奴隷制全廃を定めるアメリカ合衆国憲法修正第13条に署名した。
- 首都制定記念日（ マレーシア）
1974年のこの日、マレーシアの首都・クアラルンプールが連邦直轄領と定められた。
- 琉球王国建国記念の日（ 日本）
沖縄県観光事業協同組合が制定。1425年2月1日の琉球の交易記録に明の宣徳帝が琉球の尚巴志を王と記載したものがあり、これが琉球王国が対外的に認められたことがわかる最古の文書であることから[18]。
- 中学校受験解禁（ 日本）
毎年この日は、男子御三家（開成・麻布・武蔵）と、女子御三家（桜蔭・女子学院・雙葉）をはじめとする東京都、神奈川県の難関中学の入試が実施される。そのため複数の御三家の併願受験はできない。ただし、女子学院については2月1日が日曜日の年は試験日が2日になるため、女子御三家は年によって女子学院と他の併願ができる（サンデーショック）。
- 二月礼者（ 日本）
正月に年始回りをできなかった人が、その代わりにこの日に回礼にまわる風習。
- 重ね正月/一夜正月（ 日本）
正月後最初の朔日であることから、2度目の正月として厄年の人に仮にひとつ歳をとらせ、早く厄年をやり過ごそうとする風習[19][20]。
- テレビ放送記念日（ 日本）
1953年のこの日、NHKが東京地区で日本初のテレビの本放送を開始したことに由来[18][19][20][21][22]。
- ニオイの日（ 日本）
P&Gが2000年に制定。「に(2)お(0)い(1)」の語呂合せ[18][20]。
- ガーナチョコレートの日（ 日本）
ガーナチョコレートは1964年（昭和39年）2月1日発売[23]。これを記念し、株式会社ロッテが制定[24]。
- 2分の1成人式の日
スタジオアリスが2017年に制定。成人の半分にあたる10歳の2月に「2分の1成人式」を開催する小学校が多い。こどもの成長を振返る大切な新しい記念日。
- プリキュアの日（ 日本）
2004年のこの日に東映アニメーション制作のテレビアニメシリーズ『プリキュアシリーズ』第1作『ふたりはプリキュア』の放送が開始されたのを記念し、日本記念日協会の公認で2018年に制定された[25]。

- 春日神社 王祇祭
山形県鶴岡市の春日神社で、2月1日から2月2日にかけて王祇祭が執り行なわれ、黒川能が奉納される。黒川能は、2月1日の夕刻から幼児が勤める「大地踏」で始まり、夜を徹して演じられる。祭りは様々な神事を織り込みながら催され、すべてが終了するのは翌2日の夕刻に及ぶ[26]。

- 尾鷲神社 ヤーヤ祭
三重県尾鷲市の尾鷲神社で、毎年2月1日〜2月5日、ヤーヤ祭が執り行なわれる。祭の呼び名は、「やあ、やあ。我こそは・・・」ではじまる戦国武将の名乗りに由来する[27]。